# Форийон (национальный парк)
Национальный парк Форийон (англ. Forillon National Park, фр. Parc national de Kouchibouguac) — национальный парк Канады, расположенный на северо-востоке канадской провинции Квебек.

## Физико-географическая характеристика
Парк расположен на краю полуострова Гаспе. Полуостров Гаспе выступает в залив Святого Лаврентия узкой полосой и является восточным окончанием горной системы Аппалачи. Парк включает в себя и часть залива и призван представлять горные регионы Notre-Dame и Mégantic в системе национальных парков Канады.
На территории парка определено 10 геологических формаций, которые относят к трём различным периодам: ордовикскому (более 500 миллионов лет назад), силурийскому (450—500 миллионов лет назад) и девонскому (345—450 миллионов лет назад).
Характерным ландшафтом парка являются скалы, в южной части парка тектонические силы подняли породу и наклонили до угла 20—30 градусов к уровню моря. Наклон заканчивается в центре парка скалами, расположенными параллельно береговой линии. В северной части парка рельеф более покатый, высота над уровнем моря не превышает 300 метров. В этой части находится большое количество долин, спускающихся к заливу Святого Лаврентия. Береговая линия богата различными формами, включая террасы, обрывы, пещеры и гроты.
Близкое море смягчает климат национального парка. Средняя температура июля составляет 17 °C, а января — минус 10 °C. Среднее годовое количество осадков — 1000 мм.

## Флора и фауна
В парке представлено 10 различных экосистем: лес, скалы, альпийские луга, пашни, песчаные дюны, озёра, потоки, болотистые почвы с пресной и солёной водой, а также береговая линия. Лес, хвойный или смешанный, занимает 95 % площади парка. Пихта, клён, берёза аллеганская, берёза бумажная являются основными представителями леса.
Животный мир включает лис, оленей, лосей, чёрных медведей и рысей. В парке водится 245 видов птиц, среди них обыкновенный чистик, гагарка, ушастый баклан, обыкновенная моевка, атлантический тупик, северная качурка, тонкоклювая кайра. Морские обитатели представлены длинномордый тюлень, обыкновенный тюлень, морская свинья, гринды, малый полосатик, синий кит, финвал, горбатый кит.